# Hethum II
Hethum II, ook wel vertaald als Hethoum, Hethum, Het'um, of Hayton (Armeens: Հեթում Բ) (?, 1266 - Anazarbe, 7 november 1307) was koning van Armeens Cilicië in diverse perioden (1289-1293, 1295-1296 en 1299-1303). Hij was de zoon van Leo III van Armenië en Keran van Lampron en maakte deel uit van de Hetumiden-dynastie.
Hethum trouwde met Helvide de Lusignan, een dochter van koning Hugo III van Cyprus. Hethums broer en erfgenaam Thoros werd vermoord in 1296 door Sempad.

## Levensloop
In 1292 viel Khalil, de mammelukkensultan van Egypte die het koninkrijk Jeruzalem het jaar ervoor had veroverd, Armenië binnen en Hromgla werd geplunderd. Hethum II moest bovendien de steden Behesni, Marash en Tel Hamdoun prijsgeven aan de Turken. In 1293 trok Hethum II zich terug in een klooster bij Mamistra en liet het regentschap over aan zijn broer Thoros.
Thoros III vroeg Hethum II echter in 1295 om weer de troon te bestijgen om een vernieuwd verbond te sluiten met de Mongolen. De onderhandelingen verliepen succesvol en in 1296 wisten Hethum en Thoros eveneens een verbond te sluiten met het Byzantijnse rijk: in Constantinopel boden zij hun zuster Rita aan voor een huwelijk met keizer Michael IX Palaeologus . Gedurende hun afwezigheid in Armenië nam hun jongere broer Sempad, met behulp van nog een andere broer Constantijn, bezit van de troon. Ze namen hun broers Thoros en Hethum bij terugkomst gevangen bij de poort van Caesarea en zetten hen gevangen in het fort Partzepert. Tijdens zijn gevangenschap werd Hethum door (een tijdelijke) blindheid getroffen en in 1298 werd zijn broer Thoros in de gevangenis vermoord. Uiteindelijk keerde Constantijn zich tegen zijn broer Sempad en bevrijdde Hethum. Hethum nam de troon weer op zich toen hij genas van zijn blindheid, waarna hij Armeense troepen leidde naast de Mongoolse bondgenoten in hun poging Syrië te veroveren.
In 1304 hernamen de mammelukken hun poging om Cicilisch Armenië te veroveren ; het lukte hen om alle landsgebied terug te nemen die ze hadden verloren tijdens de Mongoolse invasie. In 1305 wisten Hethum en zijn neef (én opvolger) Leo IV van Armenië met een Armeense leger de opmars van de mammelukken af te stoppen tijdens de Slag bij Ayas. In 1307 werden Hethum en Leo IV vermoord tijdens hun bezoek aan de Mongoolse gouverneur Bilarghu.